# Calcarsynotaxus longipes
Calcarsynotaxus longipes är en spindelart som beskrevs av Jörg Wunderlich 1995. Calcarsynotaxus longipes ingår i släktet Calcarsynotaxus och familjen Synotaxidae.
Artens utbredningsområde är Queensland. Inga underarter finns listade.